# T2: Kontrakultur
T2: Kontrakultur gavs ut 2000 och är Timbuktus första studioalbum. Det är en dubbel-CD där första skivan är på svenska och andra på engelska.

## Låtlista
CD 1
1. Intro
2. MVH
3. På Ettan
4. Mikrofonterapi
5. Det Räcker
6. Sedlighetsroteln m/ Looptroop
7. T2
8. Pendelparanoia
9. Sydkraft m/ Spotrunnaz
10. 100, 000 Headz
11. T.L.O.V.E.
12. Vi E m/ Blues
13. Serieskandalen

CD 2
1. Intro w/ Swing
2. Independent Moves
3. Rap
4. Careers
5. Absorb This w/ DJ Noize
6. Northface
7. Reach
8. All The Wrong Reasons
9. Boilin Hot w/ Swing & Spotrunnaz
10. We Gotta
11. The Ridiculous
12. Can I Breath
13. Servin' Portions